# Tarphius fraudulentus
Tarphius fraudulentus es una especie de coleóptero de la familia Zopheridae.

## Distribución geográfica
Habita en las  islas Canarias (España).